# Nauener Platz (metropolitana di Berlino)
La stazione di Nauener Platz è una stazione della metropolitana di Berlino, posta sulla linea U 9.
È posta sotto tutela monumentale (Denkmalschutz).

## Storia
La stazione di Nauener Platz venne attivata il 30 aprile 1976, come parte della nuova tratta da Leopoldplatz a Osloer Straße della linea U9.
Nel 2018 la stazione di Nauener Platz, in considerazione della sua importanza storica e architettonica, venne posta sotto tutela monumentale (Denkmalschutz) insieme ad altre 12 stazioni rappresentative dell'architettura moderna dei decenni post-bellici.

## Interscambi
- Fermata autobus